# Monflorite-Lascasas
Monflorite-Lascasas és un municipi aragonès situat a la província d'Osca i enquadrat a la comarca de la Foia d'Osca. El 2022 tenia 442 habitants.